# Каспийский пескарь
Каспийский пескарь, или терский пескарь (лат. Gobio holurus) — представитель рода пескарей семейства карповых.
Не имеет промышленного значения из-за мелких размеров.

## Распространение
Эту пресноводную рыбу можно встретить в бассейнах рек Терек, Кума и Сулак. Предпочитает мелкие речки и ручьи.

## Описание
Вырастает до 10 сантиметров в длину. Тело вальковатое, с крупной головой. Усики доходят до заднего края глаза или заходят за него. Грудь между грудными плавниками покрыта чешуями, в любой популяции хотя бы у части особи чешуи заходят вперёд за основание грудных плавников. У половозрелых самцов грудные плавники начинаются на том же уровне или на одну чешую до начала брюшных плавников.

## Биология
Как и все пескари, является стайной донной рыбой, питающейся детритом и беспозвоночными. Предпочитает реки среднего или небольшого размера с не слишком быстрым течением, где выбирает участки с песчаным или песчано-каменистым дном. Икра клейкая, откладывается на песчаных мелководьях на грунт.

## Галерея

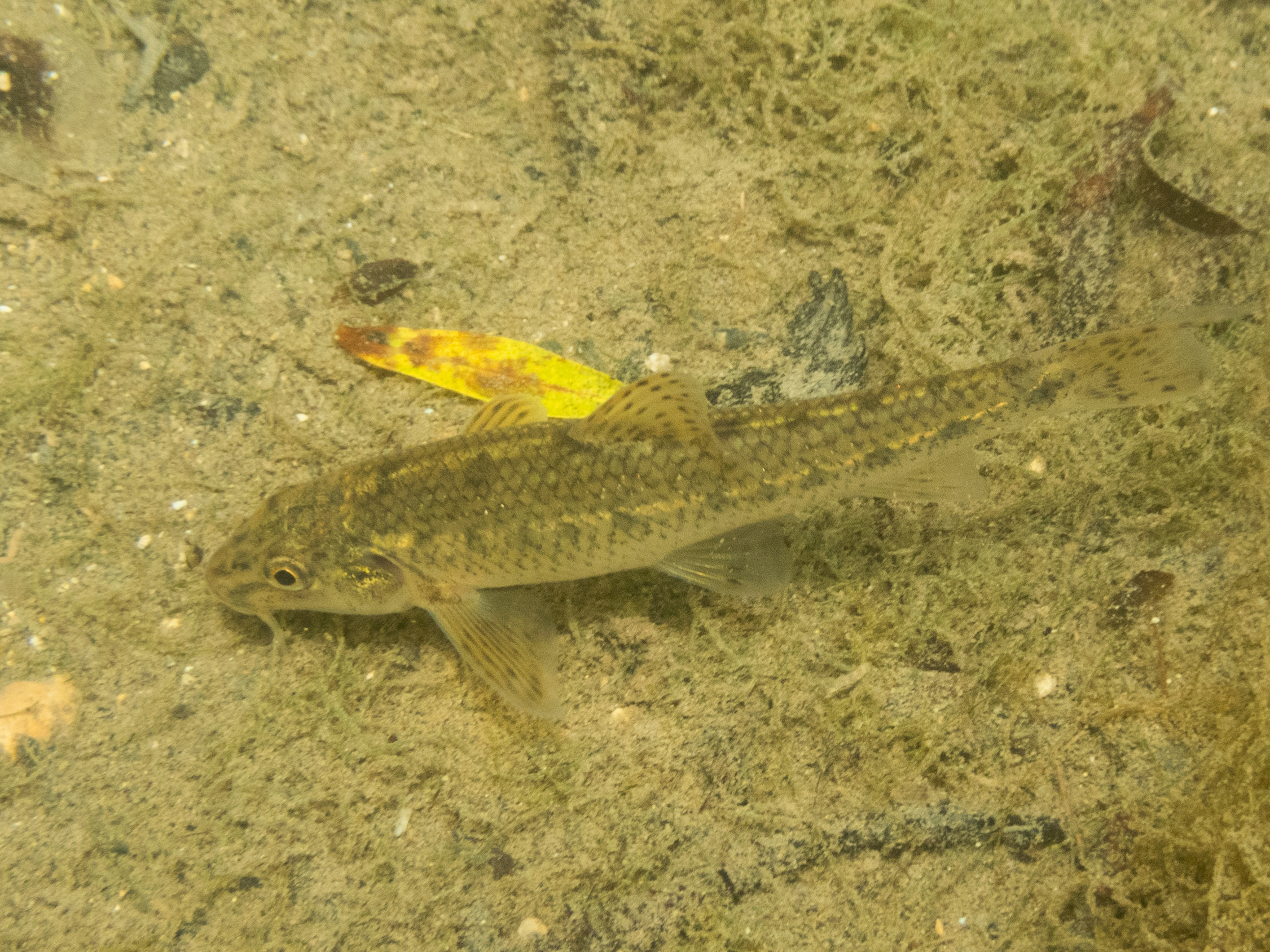